# アリフ・ヘラリッチ
アリフ・ヘラリッチ（Arif Heralić、1922年 - 1971年6月16日）は、ボスニア・ヘルツェゴビナ社会主義共和国時代にゼニツァの高炉に勤務していた職工である。
1955年に『ボルバ』紙でゼニツァを特集する記事が組まれた時、ヘラリッチの写真が「サヒブ・タリム」という名のゼニツァの精錬工として紙面に掲載された。1955年から発行された1,000ディナール紙幣に彼の写真をモデルにした労働者の人物画が採用され、1965年から発行された10ディナール新紙幣にも同じ写真をモデルにした人物画が使われた。紙幣に労働者の名前は記されていなかったが、当時写真が公開されていなかったユーゴスラビアの労働英雄アリヤ・シロタノヴィッチとして新聞などで言及されるようになり、一般の人々に紙幣の人物がシロタノヴィッチであるという誤解が広まった。
ヘラリッチは労働勲章を授与されたものの、得られた恩恵は少なかった。紙幣が発行された後にヘラリッチは心臓発作を起こし、政府から200万ディナールを受け取った噂が流れたために殴打される事件も起きる。ヘラリッチは肖像画の謝礼金を求めて法廷に提訴したものの、彼の主張は退けられ、酒浸りの日々を送るようになった。1967年にヘラリッチの境遇を伝えるドキュメンタリー映画が放送されたが、政府が作り上げた理想的な労働者像を破壊するものと判断され、製作者に圧力がかけられ、テレビ局は視聴者への謝罪を強いられた。
1971年にヘラリッチは極度の貧困の中で亡くなり、亡くなった当時彼には12人の子供がいた。『ヴェチェルニェ・ノヴォスティ』紙でヘラリッチの死とディナール紙幣の人物が彼であることが報じられると、メディアでは「本物」のシロタノヴィッチを突き止めようとする報道が盛んになり、後年に「本物」のシロタノヴィッチが「発見」された。

## 紙幣に描かれたヘラリッチの肖像画

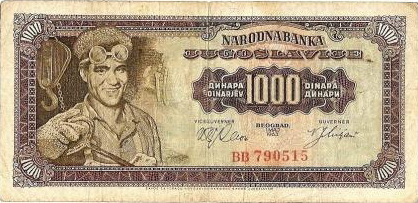
1,000ユーゴスラビア・ディナール紙幣
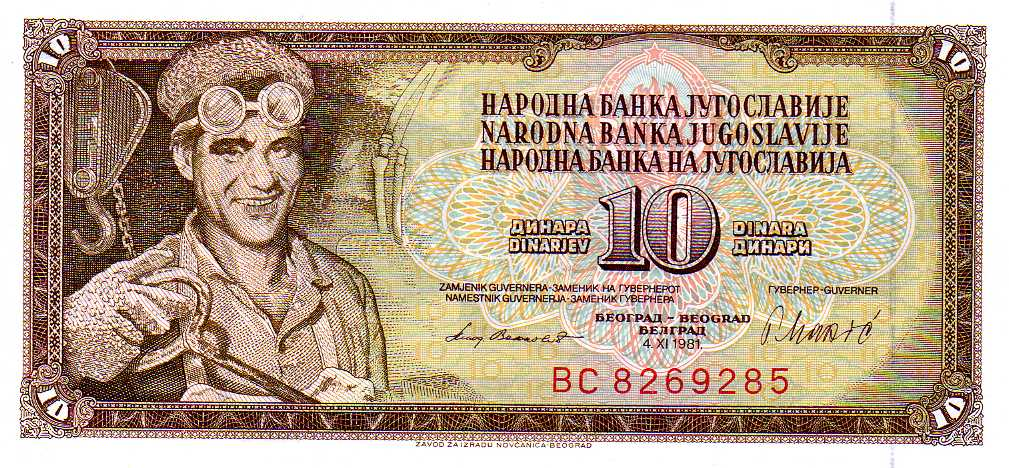
10ディナール紙幣